# Indian Harbour Beach
Indian Harbour Beach est une localité américaine située dans le comté de Brevard, en Floride.

## Démographie
| 1970  | 1980  | 1990  | 2000  | 2010  | - |
| ----- | ----- | ----- | ----- | ----- | - |
| 5 371 | 5 967 | 6 933 | 8 152 | 8 225 | - |

Sa population était de 8 225 habitants en 2010.